# 张耀曾
张耀曾（1885年7月21日—1938年7月26日），字鎔溪，又字鎔西，云南大理人，中华民国政治人物屬政學系，法学家，白族。

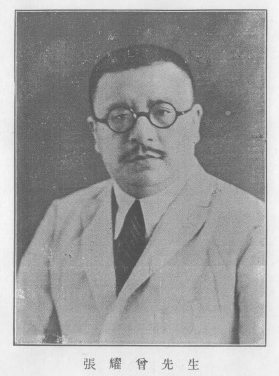

## 生平
1885年，张耀曾生於北京，祖父張其仁是道光年進士，湖南衡永兵備道；父親張士鏸系光緒年進士，官至內閣中書。1902年，考入京师大学堂師範館，1904年，經學部選派赴日本留學，入第一高等学校。於1908年畢業後入东京帝国大学法学部，肄業。1905年，與同鄉李根源、呂志伊加入中国同盟会，隔年创办《云南》杂志，擔任總編。
1911年，辛亥革命爆發後，张耀曾辍学归国，被任命為參議院云南代表，参与草擬临时约法，被选为临时参议院议员兼法制委员长。1912年5月，臨時政府和國會遷往北京，參與議事規則的制定。7月，同盟會改組為中國國民黨，和宋教仁、楊南生起草國民黨宣言，當選總幹事兼政事部主任。次年4月，當選众议院议员，7月，當選宪法起草委员參与讨论宪法草案。二次革命失败告终，1913年10月，张脫离国民党，与楊永泰、藍公武等人另组民宪党，在国会仍然继续活动。11月4日，国民党被解散，国会被迫停止，张耀曾再东渡日本，回到东京帝国大学肄業，加入欧事研究会和中華革命黨，至1914年归国，任北京大学法科教授。1915年9月，南下上海與谷鍾秀、楊永泰、鈕永建、吳稚暉等人會合，創辦《中華新報》，任社長。不久返回雲南協助蔡鍔、唐繼堯，任雲南軍都督府參議。

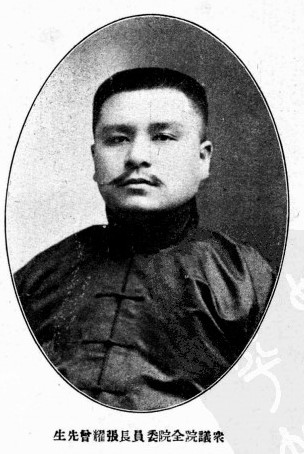
《民国之精华》中的众议院全院委员长張耀曾

1916年，护国战争时，和章士釗一起任军务院岑春煊的秘书。6月，被任命為北京政府段祺瑞内阁的司法总长，8月，抵達上海，但由於菸土案而被張勳攻擊。國民黨被解散後黨員也分成了好幾派，張耀曾便和李根源等人組建政学会，主要討論儒教和省制入憲的問題。1917年5月，被任为李经羲内阁司法总长，但未就任，時廣州軍政府成立，張耀曾無意捲入對抗，因而在天津閒居。10月，复任北京大学法科。1919年冬，與熊希齡、蔡元培、黃郛推動南北議和。1920年8月，政學會內部矛盾激化，張耀曾發表聲明宣布解散政學會。1922年，直奉戰爭結束，恢復民六國會，8月6日，張耀曾被任为唐绍仪内阁司法总长，到職後轉任法權討論會委員長，兼私立上海中国公学法律系主任。1923年，反對曹錕賄選。
1924年10月，北京政變，受馮玉祥之邀任黄郛内阁司法总长，6月，張作霖進京，張耀曾便離開北京，赴上海訪友，並在上海做執業律師，兼任私立上海法学院法律系主任、新中国建设学会常务理事等职。1929年初，定居上海，和沈鈞儒、李伯申合開事務所。1931年九一八事變後，張耀曾積極主張抗日，參與發起中華民國國難救濟會，一二八事變時更是積極募捐勞軍。1932年5月，與黃郛組織新中國建設學會，被選為常任理事，後代理主席。1936年11月，為七君子案辯護。1937年8月，任国防参议会参议。次年6月，任第一届国民参政会参政员。
1938年7月26日，张耀曾在上海逝世，年53岁。

## 著作
著有《考察司法记》、《列国在华领事裁判权志要》、《民法讲义》、《知非集》、《大理张氏诗文存遗》等。